# Олимпия (компания)
«Олимпия Верке» (Olympia Werke, буквально «Заводы Олимпия») — немецкая промышленная компания по производству оргтехники, выпускавшая свою продукцию под брендом «Олимпия».

## История компании
Компания «Олимпия» фактически была создана 15 августа 1903 года, когда создано Общество с ограниченной ответственностью «Пишущие машины Унион» (Union Schreibmaschinen G.m.b.H.). Зарегистрированный и международно защищённый товарный знак пишущих машин «Олимпия» появился в 1930 году.
31 декабря 1936 года «Олюпмпия» стала самостоятельной фирмой под названием «Акционерное общество „Канцелярские пишущие машины Олимпия“» (Olympia Büromaschinenwerke AG).
В 1945 году «Олимпия» разделилась, как и вся Германия, на две части — в Восточной Германии (ГДР) остатки «Олимпии» продолжали существовать под названием «Оптима», а в Западной Германии (ФРГ) под названием «Олимпия». В 1946 году «Олимпией» в Восточной Германии завладел СССР, создав Советское акционерное общество «Завод канцелярских пишущих машин „Олимпия“» (Sowjetische Aktiengesellschaft Olympia Büromaschinen Werke). В 1950 году советское акционерное общество перешло в руки ГДР и предприятие стало называться «VEB Olympia Büromaschinenwerk Erfurt» (Народное предприятие «Завод канцелярских машин Олимпия в Эрфурте»). Решением международного суда в Гааге востночная часть «Олимпии» должна была переименоваться, и «Олимпия» в Восточной Германии стала «Оптимой», а «Олимпия» в Западной Германии продолжала существовать под старым названием «Олимпия» (Olympia Werke AG) до конца своих дней (до конца 1992 года).
Экспансия «Олимпии» приходится на 1960—1970-е годы. Со второй половины 1980-х годов для «Олимпии» начинается закат. Спад производства, сокращение рабочих мест, реструктуризация и постепенное закрытие предприятий и подразделений «Олимпии» были вызваны новой конъюнктурой рынка и приближением начала эры компьютеров, к которой «Олимпия», как и другие производители пишущих машин, абсолютно не была готова.
Также фирма производила и счётные машины как механического, так и электронного типа с печатью чека и без.
После прекращения деятельности компании «Олимпия Верке», с 1993 года торговая марка «Олимпия» принадлежит в Германии Францу Пригоде (Heinz Prygoda) и фирме «Холдинг „Олимпия Интернэшнл“» (Olympia International Holdings Ltd) в Гонконге.
В городе Вильгельмсхафен(Германия), в котором располагались цеха фирмы, имеется Olympiastraße: улица Олимпии.

## Продукция
Пишущие машины — основная продукция компании «Олимпия». Счётные машины и калькуляторы — второй вид продукции компании «Олимпия».
Продукция «Олимпии» экспортировалась по всему миру, в том числе в СССР. В 1975 году на Кировоградском заводе пишущих машин началось производство канцелярских пишущих машин марки «Ятрань», прототипом которых была канцелярская пишущая электромеханическая машина «Olympia SGE 50». «Ятрань» так же имела полностью электрифицированный табулятор, рычаг захвата бумаги. Произведено с 1970 по 1995 год 150 тысяч «Ятраней», в том числе 140000 машин типа «SGE» и 10000 машин типа «SW».